# Sigmund Schalin
Sigmund Rafael Schalin, född 17 september 1892 i Nykarleby, död 1983, var en finländsk elektroingenjör. Han var bror till Olav Schalin.
Schalin, som var son till seminariedirektör Zachris Schalin och Alma Helena Montin, blev student 1911 och utexaminerades från Tekniska högskolan i Helsingfors 1917. Han var biträdande ingenjör vid Helsingfors stads elektricitetsverk 1917–1918, fyringenjör vid Sjöfartsstyrelsen 1918–1929 och ingenjör vid Helsingfors stads elektricitetsverk 1929–1955. Han var viceordförande i Finska sjömansmissionssällskapets styrelse 1928–1962, ordförande i det ekonomiska utskottet 1928–1962, sekreterare och skattmästare för stiftelsen Zachris Topelius barndomshem 1932–1964 samt styrelseordförande från 1964, intendent för Kuddnäs museum 1934–1964. Han var ordförande i Tekniska föreningens avdelning för elektroteknik 1937–1940 verkställande direktör och disponent för Bostads Ab Ulrikasborg 1940–1947, ledamot av kyrkomötena 1943, 1948 och 1951, medlem av kyrkorådet för Helsingfors södra svenska församling 1946–1962 och av kyrkoförvaltningsnämnden i Helsingfors 1947–1959. Han gjorde på 1930-talet en viktig kulturhistorisk insats, då det gällde att rädda Zachris Topelius barndomshem Kuddnäs i Nykarleby.